# 湯浅康平
湯浅 康平（ゆあさ こうへい、1943年4月29日 - ）は、日本の実業家。中央倉庫代表取締役社長を経て、同社代表取締役会長、京都倉庫協会会長。

## 人物・経歴
京都府出身。1967年同志社大学経済学部卒業、中央倉庫入社。1991年中央倉庫経営企画室長。1994年中央倉庫取締役。2004年中央倉庫常務取締役。2004年から中央倉庫代表取締役社長を務め、新倉庫の建設や、インランドデポ整備などによる総合物流会社化を進め、売上増加にあたった。2005年中倉陸運代表取締役社長。2013年中倉陸運代表取締役会長。2016年中央倉庫ワークス代表取締役会長。2017年中央倉庫代表取締役会長。京都倉庫協会会長も務めた。